# Cornus asperifolia
Cornus asperifolia är en kornellväxtart som beskrevs av André Michaux. Cornus asperifolia ingår i släktet korneller, och familjen kornellväxter. Inga underarter finns listade i Catalogue of Life.